# Езерче
Езерче (изговаря се Езерчѐ и Ѐзерче, понякога Езерец, Езердже) е село в Североизточна България. То се намира в община Цар Калоян, област Разград.

## География
Езерче е второто по големина населено място в общината, построено между двата бряга на Хлебаровска, приток на река Бели Лом, която пременава през Цар Калоян и се влива при село Писанец.

## История
Селото датира от римско време, за това свидетелствуват могилите в селото, където са намерени останки от стенни орнаменти, надгробни камъни, предмети и монети от Римско време. Предполага се, че селото носи името си от това, че в района е имало много естествени водоизточници и от Изворец през Езерец е станало Езерче.
Втората версия за името на селото идва от турската дума „ezelce“ / езелдже /, която означава старовремски. В селото присъстват археологични находки от Римско време.
Образователното дело води началото си от 1863 г. Първото училище е построено през 1878/1879 г. и е започва обучението с 20 първокласници. Читалището е основано през 1894 г.
Селото е известно с битката при с. Езерче, която се води през Руско-турската освободителна война (1877 – 1878). На 14/26 юли 1877 г. 137-и Нежински Пехотен полк и 138-и Болховски Пехотен полк, подкрепени от артилерия и кавалерия, атакуват височините край селото. Битката прераства в уличен бой и завършва с руска победа.

## Религии
Селото днес е обитавано предимно от мюсюлманско население.

## Културни и природни забележителности
- До селото има кладенец в които на времето е била хвърлена шапката на Захари Стоянов. На 3 август 2006 кладенецът е реставриран. Намира се на 20 м от главния път Русе-Варна.
- Руският паметник в чест на битката при с. Езерче от Руско-турската освободителна война (1877 – 1878).

## Личности
- Димитър Добрев (1931 – 2019), български състезател по борба, олимпийски шампион, заслужил майстор на спорта, Герой на социалистическия труд, заслужил треньор
- Ради Неделчев (1938 – 2022), български художник

## Икономика
Земеделско производство, лека промишленост, строителство, зърнопроизводство, животновъдство (отглеждат се прасета, крави, овце и кози), пчеларство, 4 цеха за производство на обувки, рибовъдство.
Земеделска кооперация ЗК „Златен клас“ с около 4500 дка обработваема земя.,